# Bandera de las Islas Vírgenes Británicas

Bandera de las Islas Vírgenes Británicas. Ratio: 1:2

Bandera usada por la Marina mercante de las Islas Vírgenes Británicas

La Bandera de las Islas Vírgenes Británicas fue adoptada el 15 de noviembre de 1960. 
Posee un fondo azul con la Union Jack en el cantón y el Escudo Nacional en su parte derecha. Sigue, como la mayoría de las colonias británicas el esquema de la Enseña Azul.
La bandera usada por la marina mercante, como en todas las colonias y excolonias británicas dispone de un fondo rojo (antiguo símbolo de la Marina Real Británica) con la Union Jack en la esquina superior izquierda y el Escudo Nacional a la derecha.
Por otro lado, el Gobernador de las Islas Vírgenes Británicas ostenta de una bandera separada, con la Union Jack de fondo y el escudo de armas de las Islas al centro.
- Datos: Q204120
- Multimedia: Flags of the British Virgin Islands / Q204120